# Gastrolobium hamulosum
Gastrolobium hamulosum är en ärtväxtart som beskrevs av Meissner. Gastrolobium hamulosum ingår i släktet Gastrolobium och familjen ärtväxter. Inga underarter finns listade i Catalogue of Life.